# World Rugby Team of the Year
World Rugby Team of the Year – nagroda przyznawana przez World Rugby, organizację zarządzającą rugby union, najlepszmu według panelu ekspertów zespołowi w tej dyscyplinie sportu. Ocena obejmuje okres od kończących poprzedni rok meczów międzynarodowych do zakończenia rozgrywek The Rugby Championship, a w latach, w których odbywa się Puchar Świata, brane są również pod uwagę występy w tej imprezie.
Została ustanowiona decyzją IRB w kwietniu 2001 roku i pierwszy raz została przyznana w listopadzie tegoż roku podczas inauguracyjnej gali World Rugby Awards. W skład panelu ekspertów wchodzili byli wybitni zawodnicy, którzy głosowali według ustalonych kryteriów.

## Laureaci
| Rok                                | Zwycięzca         | Panel ekspertów |
| ---------------------------------- | ----------------- | --- |
| 2001 11 listopada 2001 Londyn      | Australia         | Gerald Davies Paul Ackford Sean Fitzpatrick Simon Poidevin Hugo Porta Gareth Rees Philippe Sella Fergus Slattery David Sole Chester Williams                        |
| 2002 26 stycznia 2003 Londyn       | Francja           | Gerald Davies Paul Ackford Sean Fitzpatrick Simon Poidevin Hugo Porta Gareth Rees Philippe Sella Fergus Slattery David Sole Chester Williams                        |
| 2003 23 listopada 2003 Sydney      | Anglia            | Gerald Davies Paul Ackford Sean Fitzpatrick Simon Poidevin Hugo Porta Gareth Rees Philippe Sella Fergus Slattery David Sole Chester Williams                        |
| 2004 28 listopada 2004 Londyn      | Południowa Afryka | John Eales Jonathan Davies Fabien Galthié Gavin Hastings Michael Jones Dan Lyle Federico Méndez Francois Pienaar Keith Wood Rob Andrew (2004) Will Greenwood (2007) |
| 2005 27 listopada 2005 Paryż       | Nowa Zelandia     | John Eales Jonathan Davies Fabien Galthié Gavin Hastings Michael Jones Dan Lyle Federico Méndez Francois Pienaar Keith Wood Rob Andrew (2004) Will Greenwood (2007) |
| 2006 27 listopada 2006 Glasgow     | Nowa Zelandia     | John Eales Jonathan Davies Fabien Galthié Gavin Hastings Michael Jones Dan Lyle Federico Méndez Francois Pienaar Keith Wood Rob Andrew (2004) Will Greenwood (2007) |
| 2007 21 października 2007 Paryż    | Południowa Afryka | John Eales Jonathan Davies Fabien Galthié Gavin Hastings Michael Jones Dan Lyle Federico Méndez Francois Pienaar Keith Wood Rob Andrew (2004) Will Greenwood (2007) |
| 2008 23 listopada 2008 Londyn      | Nowa Zelandia     | John Eales Will Greenwood Raphaël Ibañez Gavin Hastings Agustín Pichot Francois Pienaar Scott Quinnell Tana Umaga Paul Wallace                                      |
| 2009 28 listopada 2009 Marsylia    | Południowa Afryka | John Eales Will Greenwood Raphaël Ibañez Gavin Hastings Agustín Pichot Francois Pienaar Scott Quinnell Tana Umaga Paul Wallace                                      |
| 2010 1 grudnia 2010                | Nowa Zelandia     | John Eales Will Greenwood Raphaël Ibañez Gavin Hastings Agustín Pichot Francois Pienaar Scott Quinnell Tana Umaga Paul Wallace                                      |
| 2011 24 października 2011 Auckland | Nowa Zelandia     | John Eales Will Greenwood Raphaël Ibañez Gavin Hastings Agustín Pichot Francois Pienaar Scott Quinnell Tana Umaga Paul Wallace                                      |
| 2012 3 grudnia 2012 Londyn         | Nowa Zelandia     | John Eales Will Greenwood Raphaël Ibañez Gavin Hastings Agustín Pichot Francois Pienaar Scott Quinnell Tana Umaga Paul Wallace                                      |
| 2013 3 grudnia 2013                | Nowa Zelandia     | John Eales Will Greenwood Raphaël Ibañez Gavin Hastings Agustín Pichot Francois Pienaar Scott Quinnell Tana Umaga Paul Wallace                                      |
| 2014 22 listopada 2014             | Nowa Zelandia     | John Eales Will Greenwood Raphaël Ibañez Gavin Hastings Agustín Pichot Francois Pienaar Scott Quinnell Tana Umaga Paul Wallace                                      |
| 2015 1 listopada 2015 Londyn       | Nowa Zelandia     | John Eales Nick Mallett Agustín Pichot Scott Hastings |
| 2016 13 listopada 2016 Londyn      | Nowa Zelandia     | John Eales Nick Mallett Agustín Pichot Scott Hastings |
| 2017 26 listopada 2017 Monako      | Nowa Zelandia     | John Smit George Gregan Maggie Alphonsi Clive Woodward Brian O’Driscoll Agustín Pichot Richie McCaw Fabien Galthié                                                  |
| 2018 25 listopada 2018 Monako      | Irlandia          | John Smit George Gregan Maggie Alphonsi Clive Woodward Brian O’Driscoll Agustín Pichot Richie McCaw Fabien Galthié                                                  |
| 2019 3 listopada 2019 Tokio        | Południowa Afryka | Maggie Alphonsi Brian O’Driscoll Nick Mallett Agustín Pichot Clive Woodward                                                                                         |